# San Diego and Arizona Railway
 (février 2010).
Si vous disposez d'ouvrages ou d'articles de référence ou si vous connaissez des sites web de qualité traitant du thème abordé ici, merci de compléter l'article en donnant les références utiles à sa vérifiabilité et en les liant à la section « Notes et références ».
San Diego & Arizona Railway était une compagnie de chemin de fer américaine.

## Projets avortées
Le Texas and Pacific Railroad, à la suite de la crise financière de 1873 (Panic of 1873), dut renoncer à la construction d'une ligne directe entre San Diego et l'est.
En 1905, le San Diego and Eastern Railroad (SD&E) envoya un géomètre dans l'Arizona pour déterminer le futur tracé de sa ligne, mais disparut avant d'avoir commencé à poser les voies.

## Lente construction du réseau
Cette petite compagnie fut fondée le 14 décembre 1906 par John D. Spreckels sous le nom de San Diego & Arizona Railway (SD&A). Cet héritier de la Spreckels Sugar Company fut un important promoteur immobilier et un entrepreneur diversifié qui permit le développement de San Diego. Le SD&A fut surnommé The Impossible Railroad par de nombreux ingénieurs de l'époque, à cause de l'immense défi logistique nécessaire pour relier San Diego à El Centro (Californie) à l'est, où il devait se connecter avec le Southern Pacific Railroad. Spreckels avait passé un accord secret avec le SP afin que ce dernier le finançât discrètement. Mais plus tard, cela n'empêcha pas Spreckels de critiquer ouvertement le SP et ses pratiques monopolistiques ; il se servait de son journal pour dénoncer la compagnie et ses dirigeants. Le premier coup de pioche eut lieu à San Diego à l'intersection de la Main (avenue) et de la 26e rue, le 7 septembre 1907. La ligne allait suivre une partie du tracé défini par le défunt SD&E. 
Le premier train de voyageur du SD&A entra au Mexique le 29 juillet 1910. La progression de la ligne fut retardée en 1911 par les révolutionnaires mexicains qui lancèrent plusieurs attaques sur les équipes de construction du SD&A, afin d'engager des soldats, prendre des provisions, et couper les lignes téléphoniques. La grande inondation de 1916 emporta plusieurs lignes. Malheureusement la 1re guerre mondiale entraîna une augmentation du prix des matériaux de construction de 50 jusqu'à 150%. En 1917, le Gouvernement Fédéral des États-Unis prit le contrôle de tous les chemins de fer du pays, et stoppa l'avancée du SD&A, à l'exception d'une ligne devant desservir une installation militaire. Le SD&A absorba le fragile San Diego and Southeastern Railway (SDSR),et assuma l'exploitation de ses trains à vapeur et de ses automotrices gaz-électrique. Les voies du SDSR, qui avaient été épargnées  par l'inondation de l'année dernière, servirent à relier le réseau du SD&A à celui du San Diego Electric Railway (SDERy), permettant un échange de marchandises. Grâce à une location, le SDERy continua d'exploiter la ligne interurbaine jusqu'à Chula Vista.  La ligne fut finalement achevée le 15 novembre 1919, et le dernier clou, « golden spike », fut posé par John D. Spreckels en personne.
Le premier train inaugural quitta Campo le 30 novembre au matin, et roula de El Centro jusqu'à l'Union Station de San Diego, pour permettre l'ouverture officielle de la ligne le 1er décembre 1919. Dès le 10 décembre, le SD&A proposa un service Pullman jusqu'à Chicago via Yuma, où ses voitures étaient accrochées au Golden State du Southern Pacific. 

## Coût et description de la ligne
Le coût total des 235,6 km de voie approcha les 18 millions de dollars, au lieu des 6 millions estimés. La portion construite dans la Carrizo Gorge, incluant 17 tunnels d'une longueur totale de 4 km, coûta à elle 4 millions de dollars. Quant aux autres 21 tunnels situés sur le reste de la ligne et totalisant une longue de 5 km, ils coûtèrent 1,8 million de dollars. Enfin, la ligne nécessita 4 km de ponts (classiques ou sur chevalets).
La ligne quittait le centre ville de San Diego en direction du sud, où elle passait la frontière États-Unis / Mexique à San Ysidro. Après avoir traversé Tijuana, elle descendait vers le sud-est avant de remonter vers le nord-est pour rejoindre Tecate, et franchir à nouveau la frontière pour arriver à Campo. Pour construire et entretenir des 72 km de lignes posées sur le sol mexicain, le SD&A créa, sur ordre du Gouvernement Mexicain, le Ferrocarril Tijuana y Tecate, S.A. de C.V. À l'est de Campo, la ligne passait par Clover Flats, à travers la chaîne montagneuse de Coast Range (culminant à 1 116 m), puis descendait la dangereuse et difficile Carrizo Gorge. La ligne finissait à Seeley, mais grâce à des droits de passages, la compagnie faisait circuler ses trains jusqu'à El Centro à l'est, et Calexico au sud (Comté d'Imperial). Des embranchements partaient du centre ville de San Diego et remontaient vers le nord et l'est jusqu'à la Lakeside, avec une ligne séparée qui faisait le tour de la baie de San Diego pour desservir Coronado Heights, Coronado, et North Island.
La compagnie adopta son nouveau logo en 1922, représentant la fameuse Carrizo Gorge avec l'intitulé « San Diego Short Line ».    

## Catastrophes naturelles et conséquences
En 1926, 1927 et 1929, des pluies torrentielles endommagèrent de larges sections de lignes à l'est de San Diego. Le service des automotrices vers La Mesa et Lakeside fut interrompu en 1928. En janvier 1932, un incendie se déclara dans le tunnel 3 en Baja California (Mexique) ; le trafic fut stoppé durant les 45 jours nécessaires aux réparations. Le 27 mars, de fortes précipitations provoquèrent l'effondrement d'un pan de montagne qui bloqua la ligne au niveau du tunnel 15. Le service marchandise fut rétabli le 6 juillet, et le service voyageur le 7. Hélas, un nouvel incendie  affecta le tunnel 7 qui fut aussitôt abandonné. Le coup financier pour la compagnie fut aggravé par  la fermeture de la frontière avec le Mexique, ainsi que par des affrontements avec l'Industrial Workers of the World (IWW) entraînant des actes de vandalisme. Le 24 octobre 1932, ces difficultés financières obligèrent les héritiers de Spreckels à vendre leurs parts au Southern Pacific pour 2,8 millions de dollars. Le SD&A fut rebaptisé San Diego & Arizona Eastern Railway (SD&AE).
Le 23 janvier 1933, un contournement des falaises du tunnel 7 fut achevée, permettant la reprise du trafic. Le 1er février 1933, le SD&AE assuma toutes les exploitations du SD&A.